# Genscher-Haus
Als Genscher-Haus wird das Geburtshaus von Hans-Dietrich Genscher (1927–2016) in Halle (Saale) bezeichnet. Es ist Heimstätte der im Jahr 2010 eröffneten Bildungs- und Begegnungsstätte Deutsche Einheit und der im Dezember 2012 eröffneten Dauerausstellung Einheit in Freiheit. Betrieben werden Haus und Ausstellung von der liberalen und FDP-nahen Erhard-Hübener-Stiftung e. V.

## Gebäude und Standort

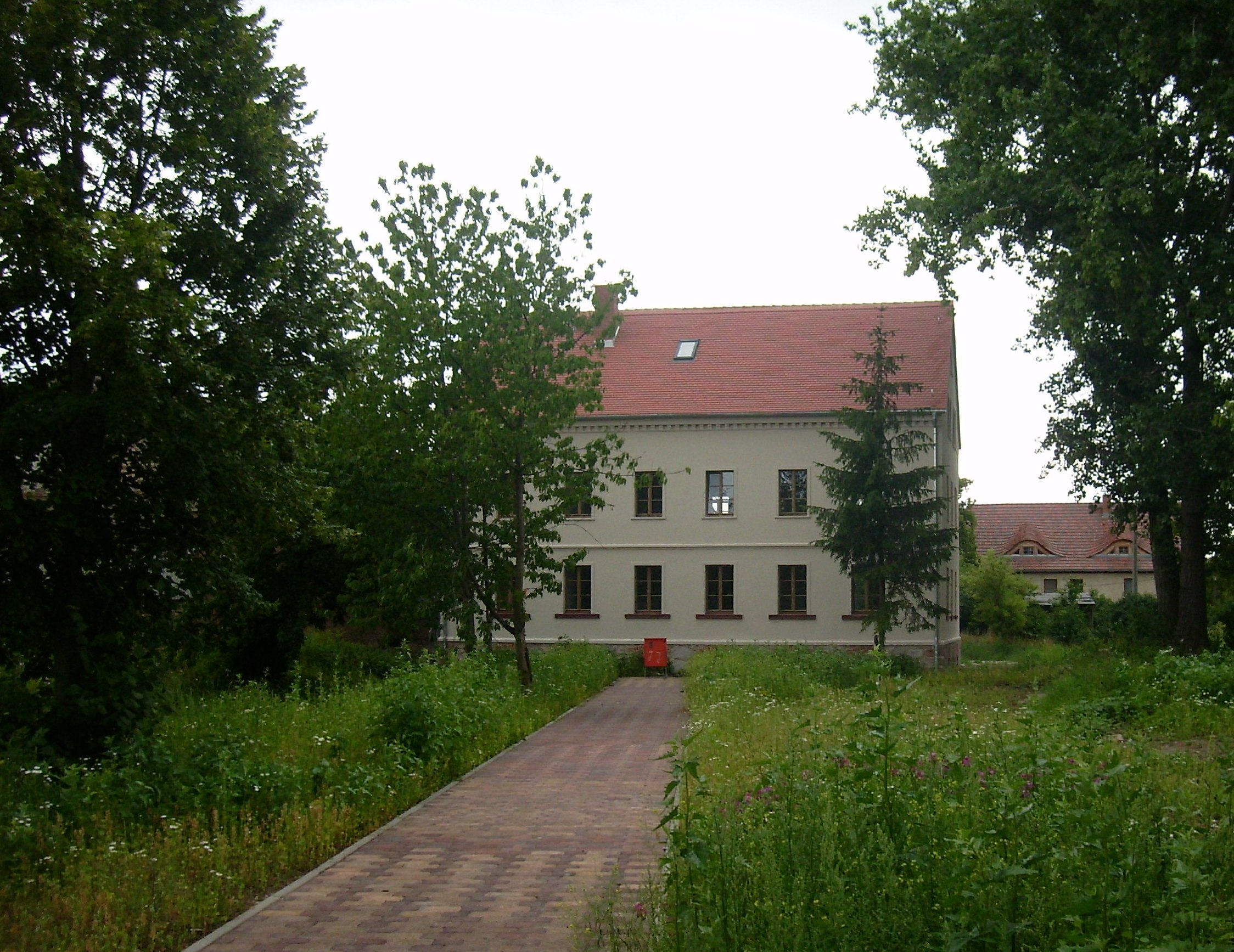
Genschers Geburtshaus in Halle-Reideburg

Das Genscher-Haus befindet sich in der Schönnewitzer Straße 9a im Ortsteil Reideburg von Halle. Es wurde 1865/66 als spätklassizistisches Wohnhaus errichtet. Das lange Jahre leerstehende Gebäude wurde ab 2008 u. a. mit Hilfe von Spenden für den heutigen Zweck saniert. Zu den Initiatoren gehörte Cornelia Pieper.

## Dauerausstellung „Einheit in Freiheit“
Die vom Archiv des Liberalismus der Friedrich-Naumann-Stiftung für die Freiheit inhaltlich mitgestaltete Dauerausstellung hat folgende thematische Schwerpunkte:
- Tradition und Inhalte des Liberalismus in Deutschland
- Teilung Deutschlands und Europas als Folge der nationalsozialistischen Diktatur
- Friedliche Revolution in der DDR von 1989/1990 bis zur Deutschen Einheit
- Weg von der Teilung Europas bis zur Osterweiterung der Europäischen Union[2]

Zu den Ausstellungsstücken gehört ein Faksimile des 1990 abgeschlossenen sogenannten Zwei-plus-Vier-Vertrages.